# Huisseau-sur-Cosson
Huisseau-sur-Cosson település Franciaországban, Loir-et-Cher megyében. Lakosainak száma 2293 fő (2022. január 1.). Huisseau-sur-Cosson Montlivault, Chambord, Maslives, Mont-près-Chambord, Saint-Claude-de-Diray, Tour-en-Sologne és Vineuil községekkel határos.

## Népesség
A település népességének változása:
| Lakosok száma | 1202 | 1738 | 1834 | 2099 | 2310 | 2279 | 2281 | 2337 | 2322 | 2293 |
|               | 1968 | 1982 | 1990 | 2006 | 2013 | 2015 | 2017 | 2019 | 2020 | 2022 |